# Kościół św. Bartłomieja we Wsoli
Kościół św. Bartłomieja we Wsoli – zabytkowy, rzymskokatolicki kościół parafialny zlokalizowany we wsi Wsola w województwie mazowieckim (powiat radomski). Funkcjonuje przy nim parafia św. Bartłomieja.

## Historia i architektura

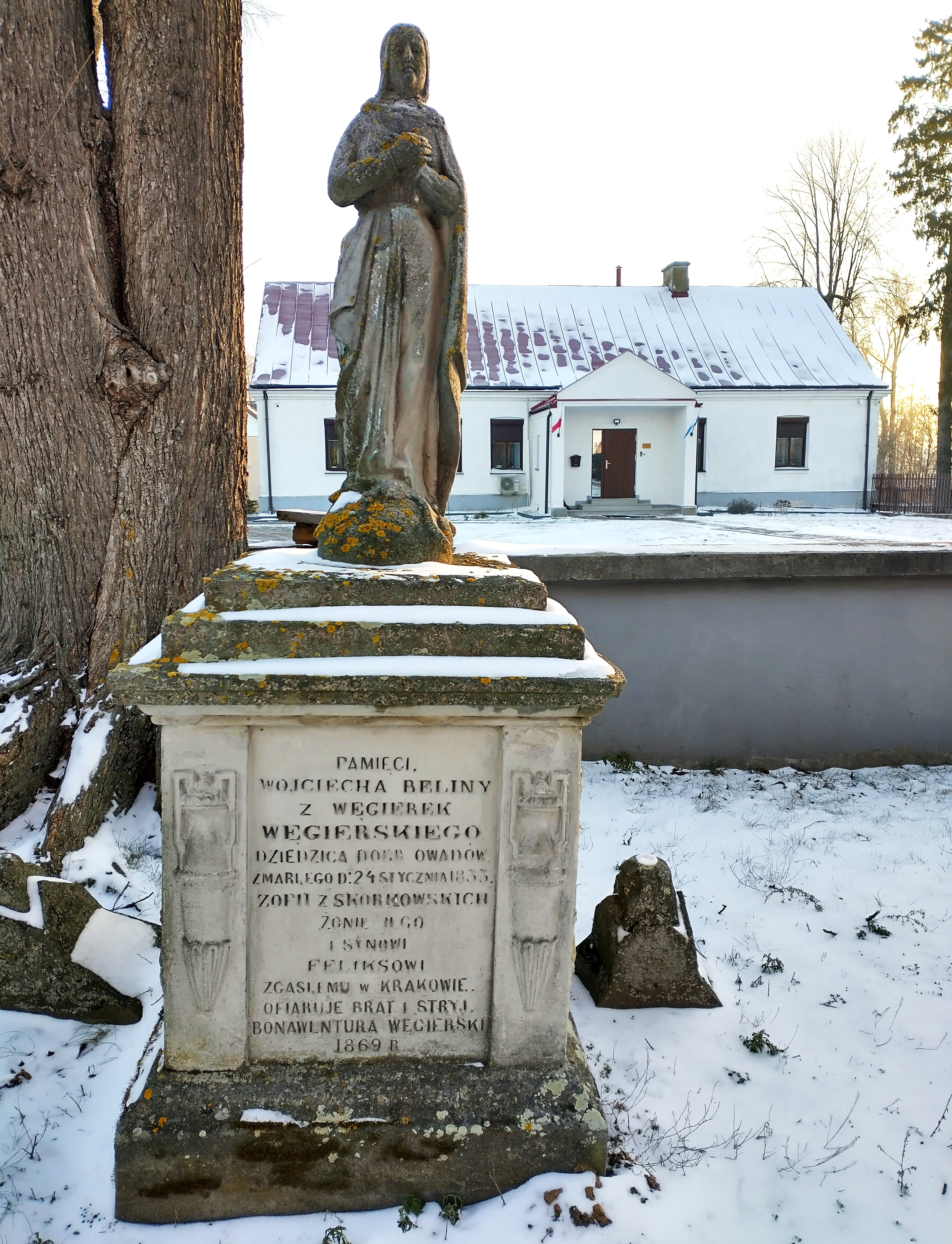
Nagrobek Wojciecha Beliny z Węgierek Węgierskiego

### Pierwszy kościół
Pierwotny kościół z drewna istniał we wsi w 1440, kiedy to również działała lokalna parafia (obiekt został wymieniony przez Jana Długosza). W wyniku reformacji świątynia została opuszczona, gdyż ludność zaczęła uczęszczać do zborów ariańskich we Wsoli oraz Owadowie. Arianie zrabowali relikwie, które nigdy nie wróciły do wsi. Rabunku dokonał Adam Kochanowski, bratanek poety Jana Kochanowskiego. Z czasem świątynia popadła w ruinę, m.in. zawaliła się dzwonnica.

### Drugi kościół
W 1629 nowy obiekt wzniósł Krzysztof Siemieński. Był on zbudowany z drewna modrzewiowego. Dedykowano go w 1634, a dokonał tego biskup Tomasz Oborski. Kościół miał niewielką wieżę, dwuskrzydłowe drzwi i dziesięć okien, a także cztery ołtarze i obraz wyobrażający męczeństwo św. Bartłomieja nad ołtarzem głównym. Również ta budowla popadła z czasem w zaniedbanie (w 1884 pisał o tym kronikarz parafii, ksiądz Piotr Majewski). Mimo tego wstawiono doń nowe, dziewięciogłosowe organy skonstruowane przez Ignacego Karczewskiego z Warszawy. 

### Trzeci kościół (obecny)
Obecna, ceglana świątynia w stylu neoromańskim powstała w latach 1918-1930 z inicjatywy księży: Piotra Janaszka, Wacława Wójcika oraz Władysława Muszalskiego. Zaprojektowali go Jarosław Wojciechowski i Kazimierz Prokulski. Budowę wspierali parafianie. Nowy kościół został poświęcony 23 sierpnia 1930 (proboszcz Władysław Muszalski), a konsekrowany 15 września 1934 przez biskupa Włodzimierza Jasińskiego. Był restaurowany w 1970 i remontowany w 1992.

## Galeria

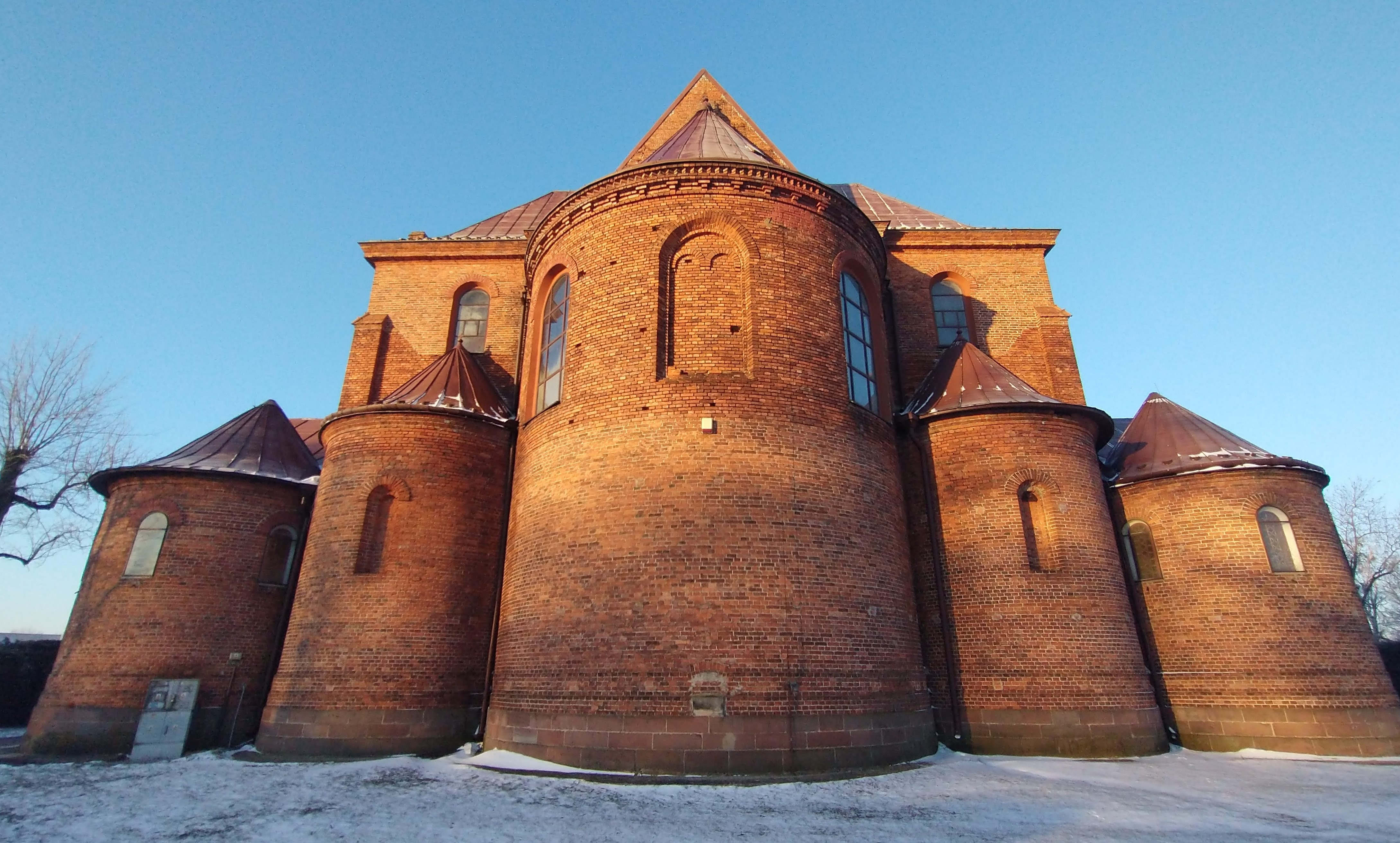
Widok od prezbiterium (apsydy)
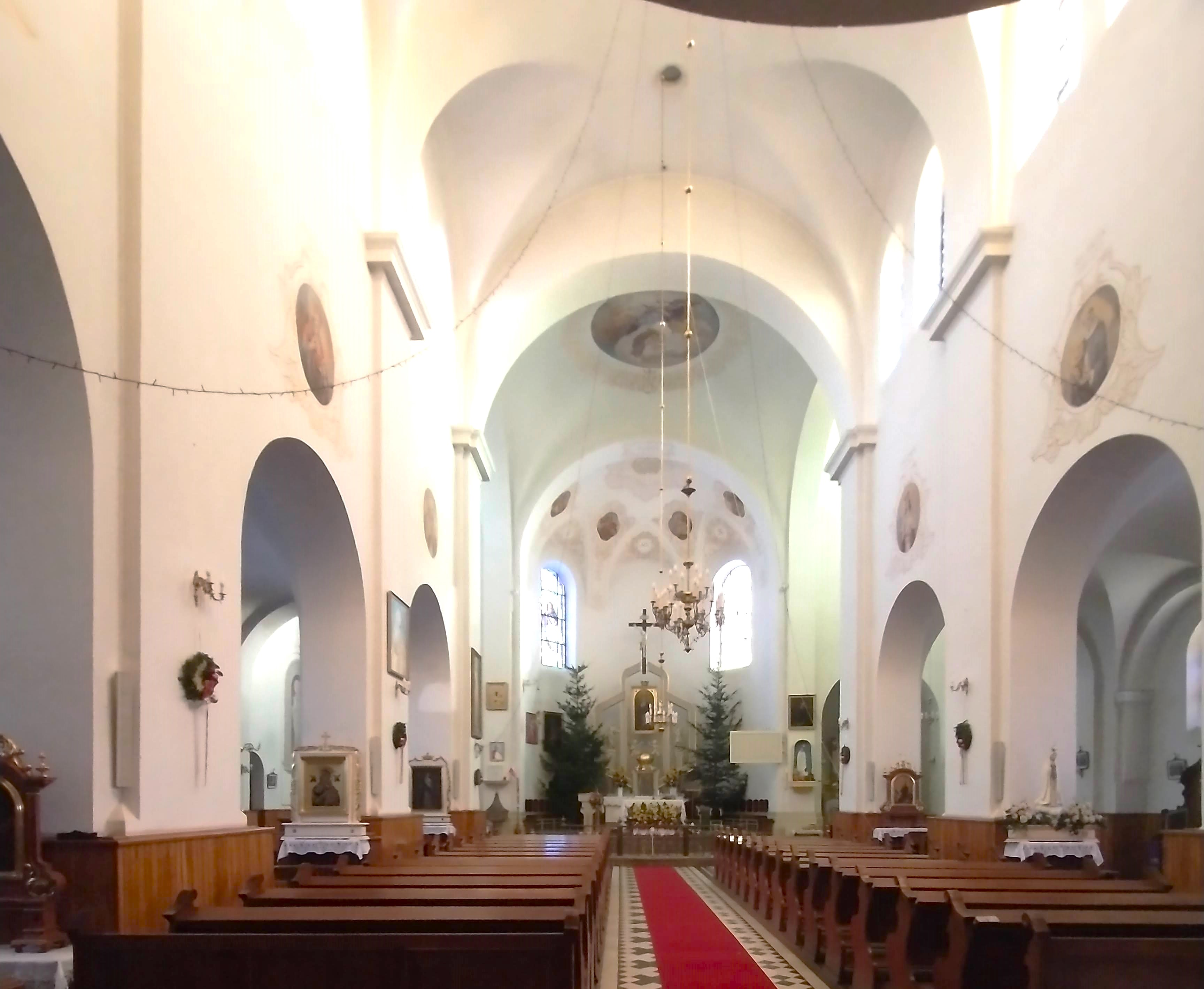
Wnętrze